# Фармацевтический проезд
Фармацевти́ческий прое́зд — улица на севере Москвы в районе Коптево Северного административного округа между улицей Клары Цеткин и Коптевской улицей.

## Происхождение названия
Назван в 1990-х годах по расположению на нём Московской фармацевтической фабрики.

## Описание
Фармацевтический проезд начинается от улицы Клары Цеткин, проходит на северо-восток, затем поворачивает на восток и выходит на Коптевскую улицы напротив Коптевского бульвара. Располагается в промышленной зоне.

## Примечательные здания
- № 1 — ЗАО Московская фармацевтическая фабрика («МосФарма»). Основана в 1932 году как 1-я фабрика лекарств (Никольская улица, № 19), с 1976 года располагается на нынешнем месте в Коптево[2].